# Титаренко, Евгений Максимович
Евгений Максимович Титаренко (5 декабря 1935, Весёлоярск, Западно-Сибирский край — 27 апреля 2018, Воронеж) — советский писатель, брат Раисы Горбачёвой.

## Биография
Евгений Максимович Титаренко родился 5 декабря 1935 года в селе Весёлоярск Западно-Сибирского края (ныне — Рубцовский район Алтайского края) в семье Максима Андреевича и Александры Петровны Титаренко. Родной брат жены М. С. Горбачёва Раисы Максимовны Титаренко (Раисы Горбачёвой).
После семилетки окончил Ленинградское военно-морское подготовительное училище, затем учился в Ленинградском высшем военно-морском училище инженеров оружия (не окончил, ушёл с 4-го курса). После отчисления из училища, матросом служил на Севере, в Заполярье.
После увольнения в запас в 1958 году переехал на Донбасс, где работал в шахте.
В 1959—1964 годах учился и окончил Литературный институт имени Горького в Москве.
По распределению в 1965 году приехал в Воронеж.
В течение двух лет работал редактором художественной литературы в Центрально-Чернозёмном книжном издательстве. Первый предложенный к изданию роман «Обвал» об аварии в шахте не вышел в свет по цензурным соображениям из-за описания ЧП, происходивших под землёй. Вместо него была опубликована приключенческая повесть для подростков «Открытия, войны, странствия адмирал-генералиссимуса и его начальника штаба на воде, на земле и под землёй». Она сразу обратила внимание читателей и критиков на молодого автора. Другие его повести — «Четверо с базарной площади», «Минёр», «Никодимово озеро», «На маленьком кусочке Вселенной» — издавались в Москве и Воронеже массовыми тиражами.
Член Союза писателей СССР с 1968 года.
Страдал хроническим алкоголизмом, болел болезнью Альцгеймера. С 1985 года периодически, а с 1989 года постоянно содержался в областной клинической психиатрической клинике в деревне Орловка Хохольского района Воронежской области. По неофициальной версии вывезен оттуда родственниками сестры Раисы Максимовны Горбачёвой. Скончался 27 апреля 2018 года в воронежской областной больнице. Похоронен 3 мая на окраине кладбища села Петино Хохольского района Воронежской области.

## Семья
- Бывшая жена — осетинская поэтесса Зоя Михайловна Габоева[8].
  - Дочь — Ирина, выпускница Высшего художественного училища имени Строганова. Бывшая жена и дочь живут в Москве[9].
- После развода Титаренко жил с гражданской женой Ириной, с которой познакомился в Орловской психиатрической клинике[10].

Его сестра Раиса Горбачёва рассказала о своём брате в книге «Я надеюсь…», вышедшей в 1991 году и переведённой на иностранные языки:

Брат — одарённый, талантливый человек. Но его дарованиям не суждено было сбыться. Его талант оказался невостребованным и погубленным. Брат пьёт и по многу месяцев проводит в больнице. Его судьба — это драма матери и отца. Это моя постоянная боль, которую я ношу в сердце уже больше тридцати лет. Я горько переживаю его трагедию, тем более, что в детстве мы были очень близки, между нами всегда была особая душевная связь и привязанность… Тяжело и больно.
— Раиса Горбачёва, «Я надеюсь…», М.: «Новости», 1991.
- Сестра — Людмила Максимовна Аюкасова[5].